# Bożejewko
Bożejewko [bɔʐɛˈjɛfkɔ] (tiếng Đức: Hammergut) là một ngôi làng thuộc khu hành chính của Gmina Bierzwnik, thuộc quận Choszczno, West Pomeranian Voivodeship, ở phía tây bắc Ba Lan. Nó nằm khoảng 7 kilômét (4 mi) phía tây Bierzwnik, 21 km (13 mi) về phía đông nam Choszczno, và 80 km (50 mi) về phía đông nam của thủ đô khu vực Szczecin.